# Безмежне небо (телесеріал)
«Безмежне небо» (англ. Big Sky) — американський драматичний телесеріал, створений Девідом Е. Келлі і заснований на книзі Сі Джей Бокса «The Highway», випущеної в 2013 році. Прем'єра першого сезону відбулася 17 листопада 2020 на телеканалі ABC.
12 травня 2023 року телесеріал було закрито після третього сезону.

## Сюжет
Серіал розповість про приватного детектива та колишнього копа, які розшукують двох сестер, викрадених на ізольованому шосе Монтани. У результаті розслідування герої дізнаються, що це не єдине викрадення. Їм треба якнайшвидше відшукати серійного вбивцю, щоб припинити низку смертей.

## Актори та персонажі

### Основний склад
- Кетрін Винник — Дженні Гойт, колишня поліцейська, яка, незважаючи на розлуку з чоловіком, все ще працює позаштатно для агентства; пізніше вона повертається до офісу шерифа округу Льюїс і Кларк як заступник детектива.
- Кайлі Банбері — Кессі Дюелл, приватний детектив, яка є співвласницею агенції приватних розслідувань Dewell & Hoyt і мала романтичні стосунки зі Коді Хойтом
- Браян Гераті — Рональд Пергман (сезони 1-2), далекобійник, залучений в кілька нерозкритих викрадень.
- Валері Махаффей — Хелен Пергман (1 сезон), мати Рональда.
- Діді Пфайффер — Деніз Брисбен, секретарки агентства Dewell & Hoyt.
- Наталі Елін Лінд — Даніель Салліван (сезон 1), старша сестра Грейс і одна з жертв викрадення Рональда Пергмана.
- Джессі Джеймс Кейтель — Джеррі Кеннеді (1-2 сезон), колишня секс-працівниця трансфемінного типу та співачки-початківця, яка пізніше працює в детективному агентстві Dewell & Hoyt і була однією з жертв Рональда.
- Джейд Петтіджон — Грейс Салліван (сезон 1), молодша сестра Даніель, також викрадена Рональдом.
- Джон Керролл Лінч — Рік Легарскі (сезон 1), офіцер дорожньої патрульної служби Монтани з темним минулим, який виявляється спільником Рональда.
  - Лінч — Вольфганг Легарскі (сезон 2), брат-близнюк Ріка.
- Раян Філліпп — Коді Хойт (сезон 1), колишній коп з проблемами, який керує приватним детективним агентством разом зі своєю партнеркою Кессі.
- Тед Левайн — Горст Клейнсассер
- Аня Савчич — Скарлет Леєндекер (сезон 2; повторюваний сезон 1), подруга Рональда Пергмана після того, як він змінив свою персону та взяв ім'я «Артур».
- Яніна Ґаванкар — Рен Бхуллар (сезон 2), дочка наркобарона, який контролює розширення картелю в Монтані.
- Логан Маршалл-Грін — Тревіс Стоун (сезон 2), колишній коханець Дженні, який є заступником шерифа та працює під прикриттям у місцевій групі наркотиків.
- Омар Метуоллі — Марк Ліндор (сезон 2; спеціальна запрошена зірка, сезон 1), заступник маршала США, зацікавлений у справі Рональда Пергмана.

### Другорядний склад
- Брук Сміт — Меррілі Легарскі (1 сезон), дружини Ріка.
- Гейдж Марш — Джастіна Хойта (сезон 1), сина Коді та Дженні, якого Даніель і Грейс збиралися відвідати, коли їх викрали.
- Джеффрі Джозеф — Джозефа Дюелла, батька Кессі та дідуся Кая
- Габріель Джейкоб-Кросс — Кай Дюелл, син Кессі та онук Джозефа.
- Патрік Галлахер — шериф Волтер Табб, шериф округу Льюїс і Кларк.
- Камілла Салліван — Джоані Салліван (1 сезон), мати Даніель і Грейс.
- Чед Віллетт у ролі Роберта Саллівана (сезон 1), батька Даніель і Грейс.
- Шерон Тейлор — командир Олена Соса (сезон 1), двадцятирічний ветеран дорожнього патруля Монтани та наглядач Ріка Легарскі.
- Зої Ноель Бейкер у ролі Фібі Лейєндекер, дочки Скарлет.
- Майкл Реймонд-Джеймс — Блейк Клейнсассер (сезон 1), старший син Горста.
- Брітт Робертсон — Шайєнн Клейнсассер (сезон 1), дочка Горста.
- Кайл Шмід — Джона Вейна «JW» Клейнсассер (сезон 1), другий син Горста.
- Раян Дорсі — Ренда Клейнсассера (сезон 1), молодшого сина Горста.
- Мішель Форбс — Маргарет Клейнсассер (1 сезон), дружина Горста.
- Карлос Гомес — Гіл Амайя (сезон 1), колишній менеджер ранчо Клейнсасерів.
- Мішель Вейнтімілла — Розі Амайя (1 сезон), донька Гіла.
- Себастьян Роше — шерифа Вагі (сезон 1), корумпованого шерифа округу Лохса.
- Рейчел Колуелл — Анджела (сезон 1), портьє в офісі шерифа округу Локса.
- Артуро Дель Пуерто — Т-Лока (2 сезон).
- Майкл Маларкі — заступник Харві (сезон 2)
- Дж. Ентоні Пена — заступник Поппернака (сезон 2), партнер Дженні в офісі шерифа округу Льюїс і Кларк.
- Т.В Капріо — Рейчел (2 сезон).
- Маделін Кінц — Макса (сезон 2).
- Джеремі Рей Тейлор — Бриджер (2 сезон).
- Трой Лі-Енн Джонсон — Гарпер (сезон 2).
- Лола Скай Рейд — Медісон (2 сезон).
- Ромі Роузмонт — Агата (2 сезон).
- Райан О'Нан у ролі Донно (сезон 2).
- Девід Меньє — Дітріха (2 сезон).
- Вінні Чхіббер — Джага Бхуллара, брата Рена (2 сезон).
- Джиндер Махал — Дхрува (сезон 2).
- Констанс Зіммер– Алісія (2 сезон).
- Бернард Вайт — Віра Бхуллара (сезон 2).
- Люк Мітчелл — Кормак Барнс (сезон 3)

## Огляд сезонів
| Сезон | Сезон | Епізоди | Дата показу       | Дата показу    |
| Сезон | Сезон | Епізоди | Прем'єра          | Фінал          |
| ----- | ----- | ------- | ----------------- | -------------- |
|       | 1     | 16      | 17 листопада 2020 | 18 травня 2021 |
|       | 2     | 18      | 30 вересня 2021   | 19 травня 2022 |
|       | 3     | 13      | 21 вересня 2022   | 18 січня 2023  |